# John Henry Tudhope
John Henry Tudhope (ur. 17 kwietnia 1891 w Johannesburgu, zm. 12 października 1956 w Londynie) – as lotnictwa brytyjskiego Royal Flying Corps z 10 potwierdzonymi zwycięstwami w I wojnie światowej.

## Życiorys
John Henry Tudhope urodził się w Johannesburgu w Kolonii Przylądkowej zamorskim terytorium Imperium brytyjskiego. Kształcił się w Johannesburgu, a następnie w Anglii. Po wybuchu wojny zaciągnął się do armii brytyjskiej. W 1917 roku został skierowany do służby w Royal Flying Corps i po uzyskaniu licencji pilota został przydzielony do eskadry myśliwskiej No. 40 Squadron RAF. Pierwsze zwycięstwo odniósł 22 września 1917 roku pilotując samolot Nieuport. Łącznie odniósł 10 zwycięstw powietrznych ostatnie 11 kwietnia 1918 roku. Tego dnia został zestrzelony przez niemieckiego asa Adolfa Rittera von Tutschek. John Tudhope dostał się do niewoli niemieckiej, w której przebywał do końca wojny.
Po wojnie wyemigrował do Kanady i od 1920 roku rozpoczął służbę w Royal Canadian Air Force. Pracował jako instruktor. W 1937 roku odbył pierwszy lot od świtu do zmierzchu nad terytorium Kanady od Montrealu do Vancouver. Z wojska odszedł w 1938 roku i został pierwszym prezesem Aviation Insurance Group. Pracował w Londynie w Canada House jako attaché od spraw telekomunikacji. Zmarł w Londynie w wieku 65 lat.

## Odznaczenia
- Military Cross – dwukrotnie